# Junji Kinoshita
Junji Kinoshita (Tóquio, 2 de agosto de 1914 — Tóquio, 30 de outubro de 2006), em japonês: 木下 順二, foi um dramaturgo e romancista.

## Biografia
Formou-se na Universidade de Tóquio em Literatura Inglesa em 1936. Em 1939 escreveu a sua primeira peça, Fûrô (Vento e ondas), um drama histórico baseado no período da Restauração Meiji, que só foi publicado em 1947. Contribuiu essencialmente para o renascimento do teatro no seu país, cujos temas clássicos e folclóricos uniu com inspiração na obra de  William Shakespeare.

## Obras publlcadas
Entre muitas outras, Junji Kinoshita é autor das seguintes obras:
- Vent & vagues, 1939
- La Chenille, 1966
- Yuzuru, l'oiseau du crépuscule, 1949
- L'Apothéose d'une grenouille, 1951
- Entre Dieu et l'homme, 1972